# بیسموت وانادات
بیسموت وانادات(به انگلیسی: Bismuth vanadate) ترکیبی معدنی با فرمول شیمیایی BiVO 4 است . این ماده به صورت جامد زرد روشن است. 